# Kenichi Ōmae
Kenichi Ōmae (大前 研一, Oomae Kenichi) (Kitakyushu, 21 de fevereiro de 1943) é um dos mais importantes estrategistas empresariais e desenvolvedor da 3C's Model.
Ele recebeu bacharelado pela Universidade de Waseda, mestrado pela Tokyo Institute of Technology, doutorado em Engenharia Nuclear pelo Massachusetts Institute of Technology e foi conselheiro do primeiro-ministro japonês, Nakasone. Kenichi Omae foi trabalhar para a McKinsey em 1972, ascendeu a diretor-geral do escritório em Tóquio e deixou o cargo vinte e três anos mais tarde, quando foi para o gabinete do governador.
Omae revelou a verdade acerca da gestão estratégica do Japão a uma audiência ocidental, demonstrando que os japoneses afinal eram humanos — algo que os ocidentais puseram em causa —, criativos, intuitivos e racionais. Explorou ainda as ramificações da globalização de forma mais alargada do que qualquer outro pensador da sua época, definindo os três Cs da globalização das empresas: comprometimento, criatividade e competitividade.
Escreveu vários livros, dentre eles: The End of the Nation State e The Borderless World.